# Обсерватория Плеяда
Обсерватория Плеяда — частная астрономическая обсерватория, основанная в 1994 году недалеко от коммуны Пескантина, Венеция, Италия. Руководство работы обсерватории осуществлял Плинио Антолини член Итальянской Астрометрической Группы (GIA, Italian Astrometry Group). Вместе с ним наблюдал Флавио Кастеллани.

## Инструменты обсерватории
- 600mm f/3 Newton + SBIG St6

## Основные достижения
- Открытие двух нумерованных астероидов: (21308) и (96307) (всего открыто 11 астероидов)
- 357 астрометрических измерений опубликовано с 1994 по 2002 года [1]

## Адрес обсерватории
- Via Bertoldini, 84 37026 S. di Pescantina VR

## Сотрудники обсерватории
- Флавио Кастеллани, G. Pinazzi, Джованни Цонаро, L. Del Prete